# Finale della UEFA Europa League 2017-2018
La finale della 9ª edizione della Europa League è stata disputata mercoledì 16 maggio 2018 al Parc Olympique Lyonnais di Décines-Charpieu (Lione) tra i francesi dell'Olympique Marsiglia e gli spagnoli dell'Atlético Madrid.
Essa è stata vinta dall'Atlético Madrid per 3-0, al terzo successo nella competizione. Gli spagnoli hanno così ottenuto il diritto di giocare la Supercoppa UEFA 2018 contro i detentori della UEFA Champions League 2017-2018, i connazionali del Real Madrid, e di qualificarsi, inoltre, direttamente alla fase a gironi della UEFA Champions League 2018-2019.

## Le squadre
| Squadre             | Partecipazioni precedenti (il grassetto indica la vittoria) |
| ------------------- | ----------------------------------------------------------- |
| Olympique Marsiglia | 2 (1999, 2004)                                              |
| Atlético Madrid     | 2 (2010, 2012)                                              |

## Antefatti
La finale del 2018 è il terzo incontro in competizioni UEFA tra Olympique Marsiglia e Atlético Madrid, dopo i due precedenti nella fase a gironi della Champions League 2008-2009. Per i francesi si tratta della terza presenza nell'atto conclusivo della manifestazione, dopo quelli persi nel 1999 e 2004, mentre per l'allenatore Rudi Garcia è la prima apparizione assoluta. Anche per gli spagnoli si tratta della terza finale complessiva, dopo quelle vinte nel 2010 e 2012, mentre per il tecnico Diego Simeone è la seconda in totale, dopo il successo ottenuto sei anni prima sempre alla guida dei madrileni.

## Sede
La partita si è giocata al Parc Olympique Lyonnais di Décines-Charpieu, sobborgo di Lione, che ha ospitato la finale di UEFA Europa League per la prima volta; mentre si tratta del secondo atto conclusivo della manifestazione a svolgersi in Francia, dopo quello del 1998, in seguito all'introduzione della gara unica.

## Il cammino verso la finale

### Olympique Marsiglia
L'Olympique Marsiglia di Rudi Garcia inizia il proprio cammino dalle fasi di qualificazione, dove supera dapprima i belgi dell'Ostenda con un risultato complessivo di 4-2 tra andata, vinta per 4-2 in casa, e ritorno, pareggiato per 0-0 in trasferta, e poi gli sloveni del Domžale negli spareggi con un aggregato totale di 4-1 nel doppio confronto, determinato dal pareggio per 1-1 in Slovenia e dal successo per 3-0 in Francia; centrando dunque l'accesso alla fase a gironi della competizione.
I francesi sono poi inseriti nel gruppo I insieme ai turchi del Konyaspor, agli austriaci del Salisburgo e ai portoghesi del Vitória Guimarães. Nell'incontro d'esordio, i transalpini battono per 1-0 in casa il Konyaspor, prima di essere sconfitti in trasferta col medesimo risultato dal Salisburgo; nella doppia sfida contro il Vitória Guimarães arrivano un trionfo interno per 2-1 ed una sconfitta esterna per 1-0. Il girone si chiude con due pareggi, quello in extremis per 1-1 sul campo dei turchi e quello casalingo per 0-0 contro gli austriaci, che sanciscono il secondo posto in classifica con 8 punti conquistati, derivanti appunto da due vittorie, due pari e due sconfitte.
Nei sedicesimi di finale, l'Olympique Marsiglia viene sorteggiato con i portoghesi del Braga, battendoli con un punteggio complessivo di 3-1 tra andata, vinta per 3-0 in casa, e ritorno, perso per 1-0 in trasferta. Agli ottavi di finale, i francesi incontrano gli spagnoli dell'Athletic Bilbao, eliminandoli con un aggregato totale di 5-2 nel doppio confronto, determinato dal successo casalingo per 3-1 e da quello esterno per 2-1. Ai quarti di finale, i marsigliesi incrociano i tedeschi del RB Lipsia, superandoli con un computo globale di 5-3 nella doppia sfida, ottenuto in seguito alla sconfitta per 1-0 alla Red Bull Arena e alla vittoria per 5-2 allo stadio Vélodrome. Nelle semifinali, l'OM ritrova gli austriaci del Salisburgo, già affrontati nella fase a gironi, avendo la meglio con un risultato complessivo di 3-2 nel doppio incrocio, trionfando per 2-0 a Marsiglia nella gara d'andata e perdendo in modo ininfluente per 2-1 dopo i tempi supplementari in quella di ritorno nella città austriaca. Per il club francese si tratta della terza finale nella manifestazione, a quattordici anni di distanza dall'ultima disputata.

### Atlético Madrid
L'Atlético Madrid di Diego Simeone è invece inserito nel gruppo C di Champions League con gli inglesi del Chelsea, gli italiani della Roma e gli azeri del Qarabağ. Nella partita di debutto, gli spagnoli pareggiano per 0-0 in trasferta contro la Roma, prima di essere battuti in casa per 2-1 dal Chelsea; nella doppia sfida contro il Qarabağ arrivano due inaspettati pareggi, quello esterno per 0-0 e quello interno per 1-1. Il girone si completa con una vittoria casalinga per 2-0 ai danni degli italiani ed un pareggio in trasferta per 1-1 contro gli inglesi, che determinano il terzo posto in classifica con 7 punti conquistati ed il conseguente ripescaggio in Europa League, frutto appunto di un successo, quattro pari e una sconfitta.
Nei sedicesimi di finale, l'Atlético Madrid è abbinato contro i danesi del Copenaghen, eliminandoli con un risultato complessivo di 5-1 tra andata, vinta per 4-1 in trasferta, e ritorno, trionfo per 1-0 in casa. Agli ottavi di finale, gli spagnoli incontrano i russi della Lokomotiv Mosca, superandoli con un largo aggregato totale di 8-1 nella doppia sfida, determinato dalla vittoria casalinga per 3-0 e da quella esterna per 5-1. Ai quarti di finale, i madrileni incrociano i portoghesi dello Sporting Lisbona, battendoli con un computo globale di 2-1 nel doppio confronto, ottenuto in seguito al trionfo per 2-0 allo stadio Wanda Metropolitano e all'ininfluente sconfitta per 1-0 allo stadio José Alvalade. Nelle semifinali, i Colchoneros affrontano gli inglesi dell'Arsenal, avendo la meglio con un punteggio complessivo di 2-1 nella doppia sfida, pareggiando per 1-1 a Londra nella gara d'andata e vincendo per 1-0 (decide la rete di Diego Costa) in quella di ritorno a Madrid. Per il club iberico si tratta della terza finale nella competizione, a distanza di sei anni dall'ultima disputata.
Note: In ogni risultato sottostante, il punteggio della finalista è menzionato per primo. (C: Casa; T: Trasferta)
| Squadra             | Pt | G |
| ------------------- | -- | - |
| Salisburgo          | 12 | 6 |
| Olympique Marsiglia | 8  | 6 |
| Konyaspor           | 6  | 6 |
| Vitória Guimarães   | 5  | 6 |

| Squadra         | Pt | G |
| --------------- | -- | - |
| Roma            | 11 | 6 |
| Chelsea         | 11 | 6 |
| Atlético Madrid | 7  | 6 |
| Qarabağ         | 2  | 6 |

## La partita

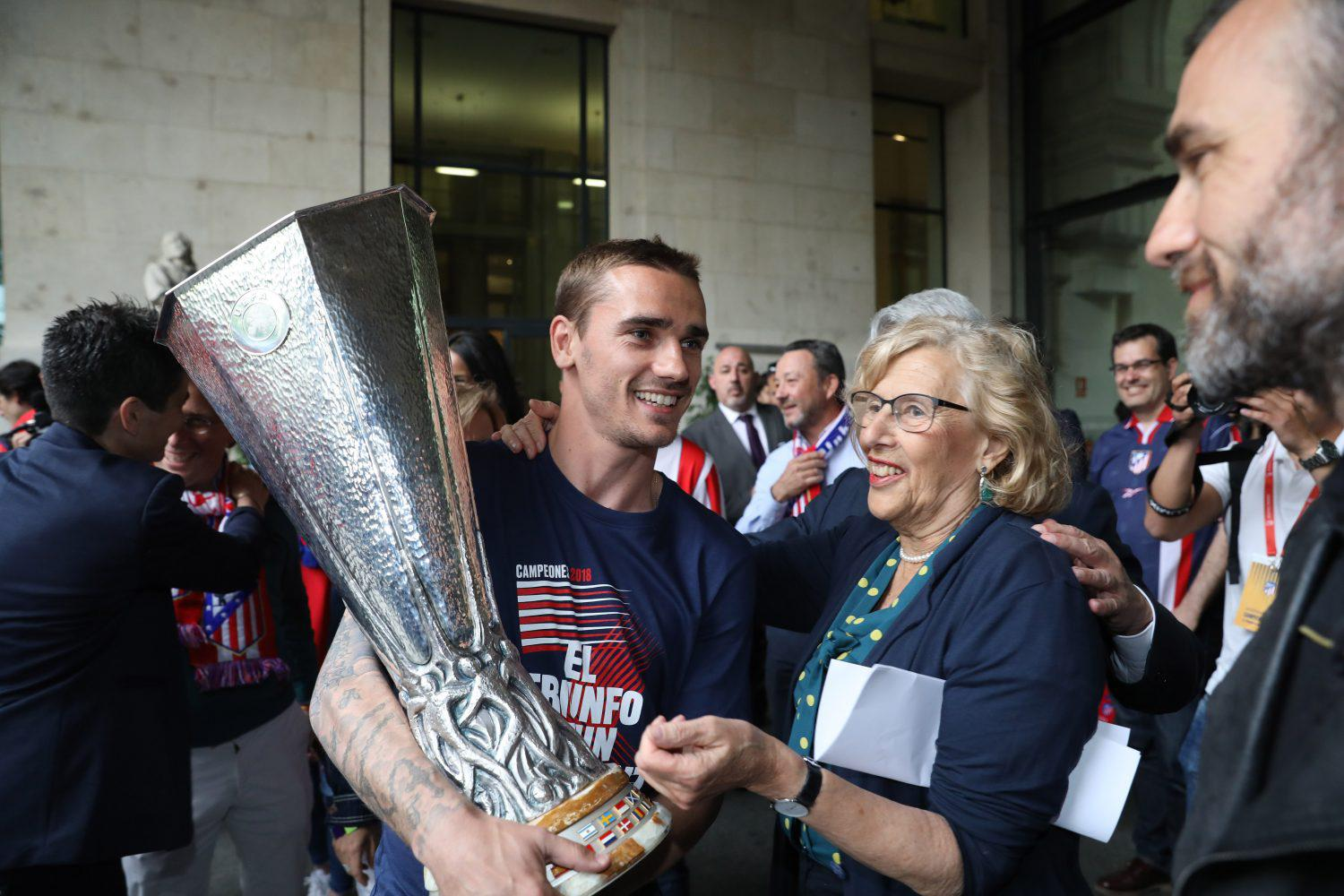
Antoine Griezmann, con la UEFA Europa League, autore di una doppietta e premiato come MVP della finale.

Al Parc OL va in scena la finale tra Olympique Marsiglia, alla ricerca della prima vittoria nella competizione dopo le sconfitte del 1999 contro il Parma e del 2004 contro il Valencia, e Atlético Madrid che invece cerca il tris dopo aver sconfitto il Fulham e l'Athletic Club rispettivamente nel 2010 e nel 2012. L'allenatore dei francesi Rudi Garcia schiera la squadra con il 4-2-3-1: i terzini sono Sarr e Amavi mentre al centro agisce la coppia Rami-Luiz Gustavo; a centrocampo Anguissa è affiancato da Sanson mentre sulla trequarti è disposto il capitano Payet, con ai suoi lati Ocampos e Thauvin, coadiuvati all'unica punta Germain. Il tecnico degli spagnoli Diego Simeone sceglie pressoché la sua formazione tipo col classico 4-4-2: i due terzini sono Vrsaljko e Lucas Hernández mentre al centro vi è l'inamovibile coppia Giménez-Godín; in mediana il capitano Gabi è affiancato da Saúl, con ai loro lati Correa e Koke nel ruolo di esterni di centrocampo; in attacco la temibile coppia Griezmann-Diego Costa.
È il Marsiglia a partire forte, pressando alto e attaccando, mentre i Colchoneros cominciano la gara attendendo l'avversario. La prima occasione da gol è sui piedi di Germain che, lanciato a rete da Payet, spara alto a tu per tu con Jan Oblak. Al ventesimo uno svarione difensivo dell'OM permette a Koke di rubare palla nella metà campo avversaria e di servire Griezmann che batte Steve Mandanda e porta i suoi sull'1-0. La prima frazione si conclude senza altri sussulti, ma i francesi perdono Payet per infortunio. Il secondo tempo si apre con l'Atlético più arrembante e dopo appena quattro minuti trova il gol del 2-0, ancora con Griezmann che batte il portiere francese con un pregevole pallonetto. Col risultato in cassaforte i Rojiblancos si limitano a contenere gli attacchi degli avversari e a ripartire sfruttando gli spazi. Tuttavia il Marsiglia sfiora il gol che poteva accorciare le distanze con Kōstas Mītroglou (subentrato a Germain), che di testa colpisce il palo interno a Oblak battuto. Passato lo spavento per il possibile gol subito, l'Atlético Madrid si riporta nuovamente in attacco e a un minuto dal triplice fischio mette la parola fine sul match con la rete del capitano Gabi.
L'Atlético Madrid vince la sua terza Europa League su altrettante finali disputate, mentre il Marsiglia eguaglia il poco ambito record del Benfica di tre finali perse su tre. Griezmann viene eletto uomo partita; sono cinque i giocatori colchoneros inseriti nella Squadra dell'anno, contro i tre del Marsiglia.

## Tabellino
| Arbitro: | Björn Kuipers |

|  |           |                             |
|  | Marcatori | 21’, 49’ Griezmann 89’ Gabi |

| O. Marsiglia | Atlético Madrid |

| P               | 30 | Steve Mandanda         |     |     |
| D               | 17 | Bouna Sarr             |     |     |
| D               | 23 | Adil Rami              |     |     |
| D               | 19 | Luiz Gustavo           | 75’ |     |
| D               | 18 | Jordan Amavi           | 38’ |     |
| C               | 29 | André Zambo Anguissa   |     |     |
| C               | 8  | Morgan Sanson          |     |     |
| C               | 26 | Florian Thauvin        |     |     |
| C               | 10 | Dimitri Payet          |     | 32’ |
| C               | 5  | Lucas Ocampos          |     | 55’ |
| A               | 28 | Valère Germain         |     | 74’ |
| A disposizione: |    |                        |     |     |
| P               | 16 | Yohann Pelé            |     |     |
| D               | 2  | Hiroki Sakai           |     |     |
| D               | 6  | Rolando                |     |     |
| C               | 4  | Boubacar Kamara        |     |     |
| C               | 27 | Maxime Lopez           |     | 32’ |
| A               | 11 | Konstantinos Mitroglou |     | 74’ |
| A               | 14 | Clinton N'Jie          | 78’ | 55’ |
| Allenatore:     |    |                        |     |     |
| Rudi Garcia     |    |                        |     |     |

| P               | 13 | Jan Oblak         |     |     |
| D               | 16 | Šime Vrsaljko     | 23’ | 46’ |
| D               | 24 | José Giménez      |     |     |
| D               | 2  | Diego Godín       |     |     |
| D               | 19 | Lucas Hernández   | 78’ |     |
| C               | 11 | Ángel Correa      |     | 88’ |
| C               | 14 | Gabi              |     |     |
| C               | 8  | Saúl Ñíguez       |     |     |
| C               | 6  | Koke              |     |     |
| A               | 7  | Antoine Griezmann |     | 90’ |
| A               | 18 | Diego Costa       |     |     |
| A disposizione: |    |                   |     |     |
| P               | 25 | Axel Werner       |     |     |
| D               | 3  | Filipe Luís       |     |     |
| D               | 15 | Stefan Savić      |     |     |
| D               | 20 | Juanfran          |     | 46’ |
| C               | 5  | Thomas Partey     |     | 88’ |
| A               | 9  | Fernando Torres   |     | 90’ |
| A               | 21 | Kevin Gameiro     |     |     |
| Allenatore:     |    |                   |     |     |
| Germán Burgos   |    |                   |     |     |